# Persone di nome Vicente
| Questa pagina contiene informazioni ricavate automaticamente dalle voci biografiche con l'ausilio del template Bio e di un bot. L'aggiornamento è periodico e automatico e ricostruisce completamente la pagina. Se manca una persona in questa lista, sei pregato di non aggiungerla, ma accertati piuttosto che la sua voce biografica contenga il template Bio e che i dati anagrafici siano correttamente compilati. Se il template Bio manca, inseriscilo tu stesso o, in alternativa, metti l'avviso {{tmp\|Bio}} che ne segnala la mancanza. Se i dati riportati sono sbagliati, correggi direttamente la voce biografica; le modifiche saranno visibili in questa lista entro pochi giorni. Per chiarimenti vedi il progetto antroponimi. La lista contiene solo le 144 persone che sono citate nell'enciclopedia e per le quali è stato implementato correttamente il template Bio. Pagina aggiornata al 22 giu 2025. |

Questa è una lista di persone presenti nell'enciclopedia che hanno il nome Vicente, suddivise per attività principale.

## Abati(1)
- Vicente di Montes, abate e santo spagnolo

## Allenatori di calcio(9)
- Vicente Engonga, allenatore di calcio e ex calciatore spagnolo (Barcellona, n. 1965)
- Vicente Lucas, allenatore di calcio e ex calciatore portoghese (Lourenço Marques, n. 1935)
- Vicente Miera, allenatore di calcio e ex calciatore spagnolo (Santander, n. 1940)
- Vicente Moreno, allenatore di calcio e ex calciatore spagnolo (Massanassa, n. 1974)
- Vicente Pereda, allenatore di calcio e ex calciatore messicano (Toluca, n. 1941)
- Vicente Piquer, allenatore di calcio e calciatore spagnolo (Algar de Palancia, n. 1935 - † 2018)
- Vicente Cayetano Rodríguez, allenatore di calcio e ex calciatore argentino (n. 1950)
- Vicente Sánchez, allenatore di calcio e ex calciatore uruguaiano (Montevideo, n. 1979)
- Xavi Valero, allenatore di calcio e ex calciatore spagnolo (Castellón de la Plana, n. 1973)

## Architetti(1)
- Vicente Pascual Pastor, architetto spagnolo (Alcoy, n. 1865 - Alcoy, † 1941)

## Arcivescovi cattolici(1)
- Vicente Jiménez Zamora, arcivescovo cattolico spagnolo (Ágreda, n. 1944)

## Artisti(1)
- Vik Muniz, artista brasiliano (San Paolo, n. 1961)

## Astronomi(1)
- Vicente Mut, astronomo, storico e militare spagnolo (Palma di Maiorca, n. 1614 - Palma di Maiorca, † 1687)

## Attori(1)
- Vincent Pérez, attore e regista svizzero (Losanna, n. 1964)

## Bobbisti(1)
- Vicente Sartorius y Cabeza de Vaca, bobbista spagnolo (Madrid, n. 1931 - Ibiza, † 2002)

## Calciatori(46)
- Vicente Aguirre, calciatore argentino (Rosario, n. 1901 - Santa Fe, † 1990)
- Vicente Albanese, calciatore uruguaiano (Tacuarembó, n. 1912)
- Paúl Ambrosi, ex calciatore ecuadoriano (Guaranda, n. 1980)
- Vicente Arnoni, calciatore brasiliano (San Paolo, n. 1907)
- Vicente Arraya, calciatore boliviano (Oruro, n. 1922 - Santa Cruz de la Sierra, † 1992)
- Vicente Arze, ex calciatore boliviano (Santa Cruz de la Sierra, n. 1985)
- Vicente Asensi, calciatore spagnolo (L'Alcúdia de Crespins, n. 1919 - Valencia, † 2000)
- Vicente Besuijen, calciatore colombiano (Bogotà, n. 2001)
- Vicente Cantatore, calciatore e allenatore di calcio argentino (Rosario, n. 1935 - Valladolid, † 2021)
- Vicente Colino, calciatore spagnolo (Vigo, n. 1924 - † 2005)
- Vicente Conelli, calciatore cileno (Santiago del Cile, n. 2003)
- Vicente del Bosque, ex calciatore e allenatore di calcio spagnolo (Salamanca, n. 1950)
- Vicente Del Giúdice, calciatore argentino (n. 1911)
- Vicente Di Paola, calciatore argentino (Buenos Aires, n. 1923)
- Vicente Esquerdo, calciatore spagnolo (Calp, n. 1999)
- Vicente Feola, calciatore e allenatore di calcio brasiliano (San Paolo, n. 1909 - San Paolo, † 1975)
- Vicente Felipe Fernández Godoy, calciatore cileno (San Bernardo, n. 1999)
- Vicente Gambardella, ex calciatore argentino (n. 1932)
- Vicente González Sosa, ex calciatore spagnolo (Agaete, n. 1941)
- Vicente González, calciatore argentino (n. 1904)
- Vicente Guaita, calciatore spagnolo (Torrent, n. 1987)
- Vicente Guillot, ex calciatore spagnolo (Aldaia, n. 1941)
- Vicente Iborra, calciatore spagnolo (Moncada, n. 1988)
- Vicente Lecaro, calciatore ecuadoriano (Guayaquil, n. 1936 - Guayaquil, † 2023)
- Vicente Locasso, calciatore argentino (Buenos Aires, n. 1909 - † 1994)
- Vicente Monje, ex calciatore argentino (Yuto, n. 1981)
- Vicente Morera Amigó, calciatore e allenatore di calcio spagnolo (Silla, n. 1919 - Valencia, † 1982)
- Vicente Palacios, calciatore spagnolo (Gijón, n. 1900 - Madrid, † 1936)
- Vicente Pascual Sebastiá, calciatore spagnolo (Castelló de la Plana, n. 1926 - † 2018)
- Vicente Francisco Pérez, calciatore argentino
- Vicente Pernía, ex calciatore argentino (Tandil, n. 1949)
- Vicente Piera, calciatore spagnolo (Barcellona, n. 1903 - Barcellona, † 1960)
- Vicente Pizarro, calciatore cileno (Vitacura, n. 2002)
- Vicente Poggi, calciatore uruguaiano (Montevideo, n. 2002)
- Vicente Principiano, ex calciatore argentino (San Nicolás, n. 1978)
- Vicente Pérez, ex calciatore spagnolo (Aspe, n. 1986)
- Vicente Sarni, calciatore uruguaiano (Montevideo, n. 1909)
- Vicente Seguí García, calciatore spagnolo (Valencia, n. 1927 - † 1988)
- Vicente Taborda, calciatore argentino (Gualeguay, n. 2002)
- Vicente Vega, calciatore venezuelano (Maracay, n. 1955 - Maracay, † 2025)
- Vicente, ex calciatore spagnolo (Valencia, n. 1981)
- Vicente Iborra Richart, calciatore e allenatore di calcio spagnolo (Xàtiva, n. 1932 - † 2020)
- Matías Vuoso, ex calciatore argentino (Mar del Plata, n. 1981)
- Vicente Zito, calciatore argentino (n. 1912 - † 1989)
- Vicente de la Mata, calciatore argentino (Rosario, n. 1918 - Rosario, † 1980)
- Vicente de la Mata, calciatore argentino (Rosario, n. 1944 - Rosario, † 2024)

## Cantanti(1)
- Vicente Fernández, cantante, attore e produttore cinematografico messicano (Guadalajara, n. 1940 - Guadalajara, † 2021)

## Cantautori(1)
- Vicente Feliú, cantautore cubano (L'Avana, n. 1947 - L'Avana, † 2021)

## Cardinali(4)
- Vicente Bokalic Iglic, cardinale e arcivescovo cattolico argentino (Lanús, n. 1952)
- Vicente Casanova y Marzol, cardinale e arcivescovo cattolico spagnolo (Borja, n. 1854 - Saragozza, † 1930)
- Vicente Enrique y Tarancón, cardinale e arcivescovo cattolico spagnolo (Burriana, n. 1907 - Villarreal, † 1994)
- Vicente de Ribas, cardinale spagnolo (Valencia - Montserrat, † 1408)

## Cestisti(5)
- Vicente Duncan, ex cestista e allenatore di pallacanestro panamense (Zona del Canale di Panama, n. 1954)
- Vicente Gil, ex cestista spagnolo (Madrid, n. 1954)
- Vicente Ithier, ex cestista portoricano (n. 1962)
- Vicente Paniagua, ex cestista spagnolo (Alcázar de San Juan, n. 1947)
- Vicente Ramos, ex cestista spagnolo (Ciudad Rodrigo, n. 1947)

## Chitarristi(2)
- Vicente Amigo, chitarrista spagnolo (Guadalcanal, n. 1967)
- Vicente Gómez, chitarrista e compositore spagnolo (Madrid, n. 1911 - USA, † 2001)

## Ciclisti(1)
- Vicente Rojas, ciclista cileno (Santiago, n. 2002)

## Ciclisti su strada(8)
- Vicente Aparicio, ex ciclista su strada spagnolo (Pinedo, n. 1969)
- Vicente Bachero, ciclista su strada spagnolo (Barcellona, n. 1905 - † 1938)
- David Bernabéu, ex ciclista su strada spagnolo (Alcira, n. 1975)
- Vicente Carretero, ciclista su strada spagnolo (Pzuela de Calerto, n. 1915 - † 1962)
- Vicente Iturat, ciclista su strada spagnolo (Alcalá de Chivert, n. 1928 - Vilanova i la Geltrú, † 2017)
- Vicente López Carril, ciclista su strada spagnolo (Donas Boqueixón, n. 1942 - Gijón, † 1980)
- Vicente Reynés, ex ciclista su strada spagnolo (Deià, n. 1981)
- Vicente Trueba, ciclista su strada spagnolo (Sierrapando di Torrelavega, n. 1905 - Riotuerto, † 1986)

## Compositori(2)
- Vicente Lusitano, compositore, teorico della musica e religioso portoghese (Olivenza)
- Vicente Martín y Soler, compositore spagnolo (Valencia, n. 1754 - San Pietroburgo, † 1806)

## Condottieri(1)
- Vicente Yáñez Pinzón, condottiero, navigatore e esploratore spagnolo (Palos de la Frontera - Siviglia)

## Criminali(1)
- Vicente Carrillo Fuentes, criminale messicano (Guamuchilito, n. 1962)

## Dirigenti sportivi(1)
- Vicente Belda, dirigente sportivo e ex ciclista su strada spagnolo (Alfafara, n. 1954)

## Esploratori(1)
- Vicente Dias, esploratore portoghese (Lagos)

## Filosofi(1)
- Vicente Ferreira da Silva, filosofo e matematico brasiliano (São Paulo, n. 1916 - São Paulo, † 1963)

## Fumettisti(1)
- Vicente Segrelles, fumettista e illustratore spagnolo (Barcellona, n. 1940)

## Generali(2)
- Vicente Emparán, generale spagnolo (Azpeitia, n. 1747 - El Puerto de Santa María, † 1842)
- Vicente Mondéjar Piccio, generale filippino (Iloilo, n. 1927 - Belison, † 2015)

## Giocatori di calcio a 5(1)
- Vicente Martínez Bas, ex giocatore di calcio a 5 spagnolo (Alicante, n. 1969)

## Grammatici(1)
- Vicente Salvá, grammatico e editore spagnolo (Valencia, n. 1786 - Parigi, † 1849)

## Imprenditori(2)
- Vicente Boluda, imprenditore, avvocato e armatore spagnolo (Valencia, n. 1955)
- Vicente Calderón Pérez-Cavada, imprenditore, banchiere e dirigente sportivo spagnolo (Torrelavega, n. 1913 - Madrid, † 1987)

## Medici(1)
- Francisco Soca, medico e politico uruguaiano (Canelones, n. 1856 - Montevideo, † 1922)

## Militari(1)
- Vicente Sodré, militare e esploratore portoghese († 1503)

## Missionari(1)
- Vicente de Paul Andrade, missionario messicano (Città del Messico, n. 1844 - † 1915)

## Navigatori(1)
- Vicente Tofiño de San Miguel, navigatore e cartografo spagnolo (Cadice, n. 1732 - San Fernando, † 1795)

## Nobili(1)
- Vicente Pérez de Araciel y Rada, nobile e politico spagnolo (Alfaro, n. 1657 - Madrid, † 1734)

## Pallanuotisti(1)
- Vicente Henriques, pallanuotista brasiliano (San Paolo, n. 1978)

## Piloti motociclistici(1)
- Vicente Pérez, pilota motociclistico spagnolo (Valencia, n. 1997)

## Pittori(5)
- Vicente López y Portaña, pittore spagnolo (Valencia, n. 1772 - Madrid, † 1850)
- Juan Vicente Macip, pittore spagnolo (Valenza, n. 1523 - Bocairente, † 1589)
- Vicente March, pittore spagnolo (Valencia, n. 1859 - † 1927)
- Vicente Masip, pittore spagnolo (Andilla - Valencia, † 1550)
- Vicente Palmaroli, pittore spagnolo (Zarzalejo, n. 1834 - Madrid, † 1896)

## Poeti(4)
- Vicente Aleixandre, poeta spagnolo (Siviglia, n. 1898 - Madrid, † 1984)
- Vicente Espinel, poeta, romanziere e musicista spagnolo (Ronda, n. 1550 - Madrid, † 1624)
- Vicente Antonio García de la Huerta, poeta e drammaturgo spagnolo (Zafra, n. 1734 - Madrid, † 1787)
- Vicente Huidobro, poeta cileno (Santiago del Cile, n. 1893 - Cartagena, † 1948)

## Politici(12)
- Vicente Álvarez Areces, politico spagnolo (Madrid, n. 1943 - Madrid, † 2019)
- Vicente Iranzo Enguita, politico spagnolo (Cella, n. 1889 - Madrid, † 1961)
- Vicente Fox, politico messicano (Città del Messico, n. 1942)
- Vicente González, politico statunitense (Corpus Christi, n. 1967)
- Vicente Guerrero, politico, generale e patriota messicano (Tixtla, n. 1782 - Cuilápam, † 1831)
- Vicente Lombardo Toledano, politico messicano (Teziutlán, n. 1894 - Città del Messico, † 1968)
- Vicente Merino Bielich, politico cileno (Santiago del Cile, n. 1889 - Santiago del Cile, † 1977)
- Vicente Ramón Roca, politico ecuadoriano (Guayaquil, n. 1792 - Guayaquil, † 1858)
- Vicente Rocafuerte, politico ecuadoriano (Guayaquil, n. 1783 - Lima, † 1847)
- Vicente Sotto, politico, giornalista e scrittore filippino (Cebu, n. 1877 - Manila, † 1950)
- Vicente Sotto III, politico, attore e comico filippino (Manila, n. 1948)
- Vicente Ehate Tomi, politico equatoguineano (Malabo, n. 1968)

## Pugili(2)
- Vicente Rondón, pugile venezuelano (Andrés Bello, n. 1938 - Caracas, † 1992)
- Vicente Saldívar, pugile messicano (Città del Messico, n. 1943 - † 1985)

## Registi(3)
- Vicente Aranda, regista e sceneggiatore spagnolo (Barcellona, n. 1926 - Madrid, † 2015)
- Vicente Escrivá, regista e sceneggiatore spagnolo (Valencia, n. 1913 - Madrid, † 1999)
- Vicente Alves do Ó, regista e sceneggiatore portoghese (Sines, n. 1972)

## Religiosi(1)
- Vicente Le Quang Liem, religioso e missionario vietnamita (Nam Dinh, n. 1732 - Vietnam, † 1773)

## Schermidori(1)
- Vicente Calderón Ramirez, ex schermidore messicano (Città del Messico, n. 1948)

## Scrittori(3)
- Vicente Beltrán Anglada, scrittore e teosofo spagnolo (Badalona, n. 1915 - Barcellona, † 1988)
- Vicente Blasco Ibáñez, scrittore, sceneggiatore e regista spagnolo (Valencia, n. 1867 - Mentone, † 1928)
- Biófilo Panclasta, scrittore, rivoluzionario e anarchico colombiano (Chinácota, n. 1879 - Pamplona, † 1943)

## Storici(1)
- Vicente Palacio Atard, storico spagnolo (Bilbao, n. 1920 - Madrid, † 2013)

## Tennisti(1)
- Vicente Zarazúa, ex tennista messicano (Città del Messico, n. 1944)

## Velocisti(1)
- Vicente de Lima, ex velocista brasiliano (Currais Novos, n. 1977)

## Vescovi cattolici(5)
- Vicente Priante, vescovo cattolico brasiliano (Barra Mansa, n. 1883 - San Paolo, † 1945)
- Vicente Rebollo Mozos, vescovo cattolico spagnolo (Revilla Vallejera, n. 1964)
- Vicente Ribas Prats, vescovo cattolico spagnolo (Ibiza, n. 1968)
- Vicente Juan Segura, vescovo cattolico spagnolo (Tavernes de la Valldigna, n. 1955 - Valencia, † 2024)
- Vicente de Valverde, vescovo cattolico spagnolo (Oropesa, n. 1498 - Isola di Puná, † 1541)